# هوانج يونج
هوانج يونج (بالكورية: 황영희)‏ هي ممثلة وعارضة أزياء كورية جنوبية. ولدت يوم 22 مارس 1969 في موكبو في كوريا الجنوبية.

## روابط خارجية
- هوانج يونج على موقع IMDb (الإنجليزية)
- هوانج يونج على موقع قاعدة بيانات الفيلم (الإنجليزية)